# مارجاليتا تشاخناشفيلي
مارجاليتا تشاخناشفيلي بالجورجية:მარგალიტა "მაკა" ჩახნაშვილი مواليد 9 ديسمبر 1982 في تبليسي، الاتحاد السوفيتي، هي لاعبة كرة مضرب جورجية وتحتل حالياً المرتبة 648 (29 سبتمبر 2014) في تصنيف رابطة محترفات كرة المضرب. أعلى تصنيف لها كان 134. شاركت في دورة الألعاب الأولمبية الصيفية.

## روابط خارجية
- مارجاليتا تشاخناشفيلي على موقع رابطة محترفات التنس (الإنجليزية)
- مارجاليتا تشاخناشفيلي على موقع الاتحاد الدولي لكرة المضرب (الإنجليزية)
- مارجاليتا تشاخناشفيلي على موقع كأس بيلي جين كينغ (الإنجليزية)
- مارجاليتا تشاخناشفيلي على موقع خلاصة التنس.كوم (الإنجليزية)
- مارجاليتا تشاخناشفيلي على موقع أوليمبيديا (الإنجليزية)